# Deutsches Traber-Derby
Das Deutsche Traber-Derby ist ein Trabrennen für vierjährige inländische Pferde über 1900 m. Es ist ein Gruppe I-Rennen, für das sich die Pferde in Vorläufen qualifizieren. Es wurde zum ersten Mal am 23. Mai 1895 ausgetragen. Seit 1954 findet es jährlich am ersten Sonntag im August auf der Trabrennbahn Mariendorf in Berlin statt.
Ab 1964 werden auch Stuten-Derbys in Deutschland ausgetragen. Das erste Stuten-Derby bzw. das Arthur Knauer Rennen/Marion Jauss gewann der Trabertrainer und Berufsfahrer Lothar Klodt mit einer Zeit von 1:26,9 Minuten und einer Distanz von 2600 m. Die Siegerstute war Neuigkeit, die einer Abstammung von Halali-Neuheit verfügt. Auf Platz zwei wurde die Stute Ghana und den dritten Platz belegte die Stute Irgamid.
Ein weiteres Gruppe I-Trabrennen in Deutschland war das bis 2005 ausgetragene Elite-Rennen in Gelsenkirchen.
Die Dotierung des Traber-Derbys richtet sich nach den von den Besitzern der Pferde eingezahlten Einsätzen. Im Jahr 2017 betrug die Dotierung des Endlaufs 249.408 Euro, wobei der Sieger ungefähr die Hälfte des Preisgeldes erhält. Am erfolgreichsten waren die Fahrer „Hänschen“ Frömming und Robert Großmann, sie gewannen das Deutsche Traber-Derby jeweils elf Mal. 

## Sieger seit 1996
Quelle: Siegerliste des Berliner Trabrenn-Vereins e. V.
| Jahr | Pferd              | Fahrer              |
| ---- | ------------------ | ------------------- |
| 2024 | Nortolanda         | Michel Rothengatter |
| 2023 | Schampus           | Josef Franzl        |
| 2022 | Days of Thunder    | Thorsten Tietz      |
| 2021 | Lorens Flevo       | Micha Brouwer       |
| 2020 | Wild West Diamant  | Robin Bakker        |
| 2019 | Velten von Flevo   | Rick Ebbinge        |
| 2018 | Mister F Daag      | Robin Bakker        |
| 2017 | Tsunami Diamant    | Robin Bakker        |
| 2016 | Muscle Scott       | Robin Bakker        |
| 2015 | Ferrari Kievitshof | Robin Bakker        |
| 2014 | Expo Express       | Arnold Mollema      |
| 2013 | Tiger Woods As     | Robin Bakker        |
| 2012 | Dream Magic BE     | Josef Franzl        |
| 2011 | Lobell Countess    | Peter Strooper      |
| 2010 | Unikum             | Heinz Wewering      |
| 2009 | Zar As             | Roland Hülskath     |
| 2008 | Nu Pagadi          | Thomas Panschow     |
| 2007 | Lotis Photo        | Peter Strooper      |
| 2006 | Russel November    | Hugo Langeweg Jr    |
| 2005 | Unforgettable      | Arnold Mollema      |
| 2004 | Ambassador As      | Roland Hülskath     |
| 2003 | Nelson November    | Michael Schmid      |
| 2002 | Lets Go            | Gerhard Biendl      |
| 2001 | Oscar Schindler SL | Heinz Wewering      |
| 2000 | Abano As           | Peter Strooper      |
| 1999 | German Titan       | Oliver Wewering     |
| 1998 | Felix Santana      | Hennie Grift        |
| 1997 | Gringo             | Heinz Wewering      |
| 1996 | General November   | Rolf Dautzenberg    |